# Marine azerbaïdjanaise
La marine azerbaïdjanaise (azerbaïdjanais : Azərbaycan Hərbi Dəniz Qüvvələri) est la composante navale des forces armées azerbaïdjanaises opérant dans la mer Caspienne.

## Historique
La création des forces navales azerbaïdjanaises remonte au 5 août 1919, lorsque le gouvernement de la république démocratique d'Azerbaïdjan a créé la force navale sur la base de la Marine impériale russe déployée dans le secteur azerbaïdjanais de la mer Caspienne. La marine avait 6 navires. Après l'établissement de la domination soviétique en Azerbaïdjan, la marine a été transférée pour être sous la juridiction de la marine soviétique. 
En 1991, avec l'effondrement de l'Union soviétique, la flotte azerbaïdjanaise de la marine soviétique a été divisée entre l'Azerbaïdjan et la fédération de Russie. En juillet 1992, les navires azerbaïdjanais ont été mis en service sous pavillon azerbaïdjanais dans le secteur azerbaïdjanais de la mer Caspienne. Selon le  décret présidentiel de Heydar Aliyev de 1996, le 5 août, a été déclaré Journée de la marine azerbaïdjanaise. À ce jour, la marine azerbaïdjanaise est considérée comme la deuxième marine la plus puissante de la mer Caspienne après la flotte russe. 
Le Jane's Fighting Ships a déclaré que la marine azérie dans son édition 2001-2002 que «la Garde côtière a été formée en juillet 2002 avec des navires transférés de la flottille de la Caspienne et des garde-frontières. En 1995, le contrôle général avait été repris par les Russes afin d'assurer une maintenance et un soutien adéquats. L'objectif est de redevenir indépendant en temps voulu». Actuellement, la marine est dirigée par le vice-amiral Shahin Sultanov (en). 
Le site de l'ancienne base navale soviétique de Bakou est maintenant transformé à des fins non militaires, notamment un centre pour les arts. La base et le chantier naval actuels sont situés entre Puta et Qaradagh.

## Flotte
| Classe (Type)                           | En Service                                        | Notes                                              | Photo      |            |            |            |
| Sous-marin                              | Sous-marin                                        | Sous-marin                                         | Sous-marin | Sous-marin | Sous-marin | Sous-marin |
| --------------------------------------- | ------------------------------------------------- | -------------------------------------------------- | ---------- | ---------- | ---------- | ---------- |
| Sous-marin de poche                     | 4                                                 | Triton-2m & Triton-1 (Project 907 )                |            |            |            |            |
| Frégates                                |                                                   |                                                    |            |            |            |            |
| Classe Petya                            | 1 (modernisé)                                     | ARG Gusar (G121) modernisé par USA et Turquie.     |            |            |            |            |
| Patrouilleur (avec missile ou torpille) |                                                   |                                                    |            |            |            |            |
| Classe Stenka                           | 5 patrouilleurs                                   |                                                    |            |            |            |            |
| Classe Osa                              | 3 bateaux lance-missiles                          |                                                    |            |            |            |            |
| Classe Svetlyak                         | 2 bateaux lance-missiles                          |                                                    |            |            |            |            |
| Type Türk                               | 3 patrouilleurs                                   | AB-34 (P-134) AB-35 (P-135) AB-36 (P-136)          |            |            |            |            |
| Classe Kılıç                            | ?? navire d'attaque rapide                        |                                                    |            |            |            |            |
| Classe Point                            | 1                                                 | Acheté aux États-Unis S-201 (ex-USGS Point Brower) |            |            |            |            |
| Bâtiment de débarquement                |                                                   |                                                    |            |            |            |            |
| Classe Polnochny                        | 6                                                 | 2 Polnocny-A et 4 Polnocny-B                       |            |            |            |            |
| Dragueur de mines                       |                                                   |                                                    |            |            |            |            |
| Classe Sonya                            | 2                                                 |                                                    |            |            |            |            |
| Classe Yevgenya                         | 5                                                 |                                                    |            |            |            |            |
| Aviation navale                         |                                                   |                                                    |            |            |            |            |
| CASA CN-235                             | 3 avions tactiques de transport (Version HC-144A) | Construcciones Aeronáuticas Sociedad Anónima       |            |            |            |            |
| Sud-Aviation SA365 Dauphin              | 2 hélicoptères moyens                             | Airbus Helicopters                                 |            |            |            |            |
| Aérospatiale AS332 Super Puma           | 1 hélicoptère de transport                        | Airbus Helicopters                                 |            |            |            |            |

## Forces spéciales de la marine
En 2001, l'Azerbaïdjan a créé une unité des forces spéciales créée en coopération avec la marine turque. La structure de formation et d'organisation de l'unité peut être similaire à celle des forces spéciales turques, de Su Alti Taarruz et des forces spéciales des États-Unis qui ont une relation de formation avec elles.
En 2004, une équipe de l'US Navy SEAL de la Naval Amphibious Base Little Creek, en Virginie, a participé à des exercices conjoints avec la 641e unité navale de guerre spéciale de la marine azérie. 
En 2005, la Société militaire privée Blackwater (USA) a été chargée de dispenser une formation aux forces spéciales navales azerbaïdjanaises.

## Coopération avec les États-Unis

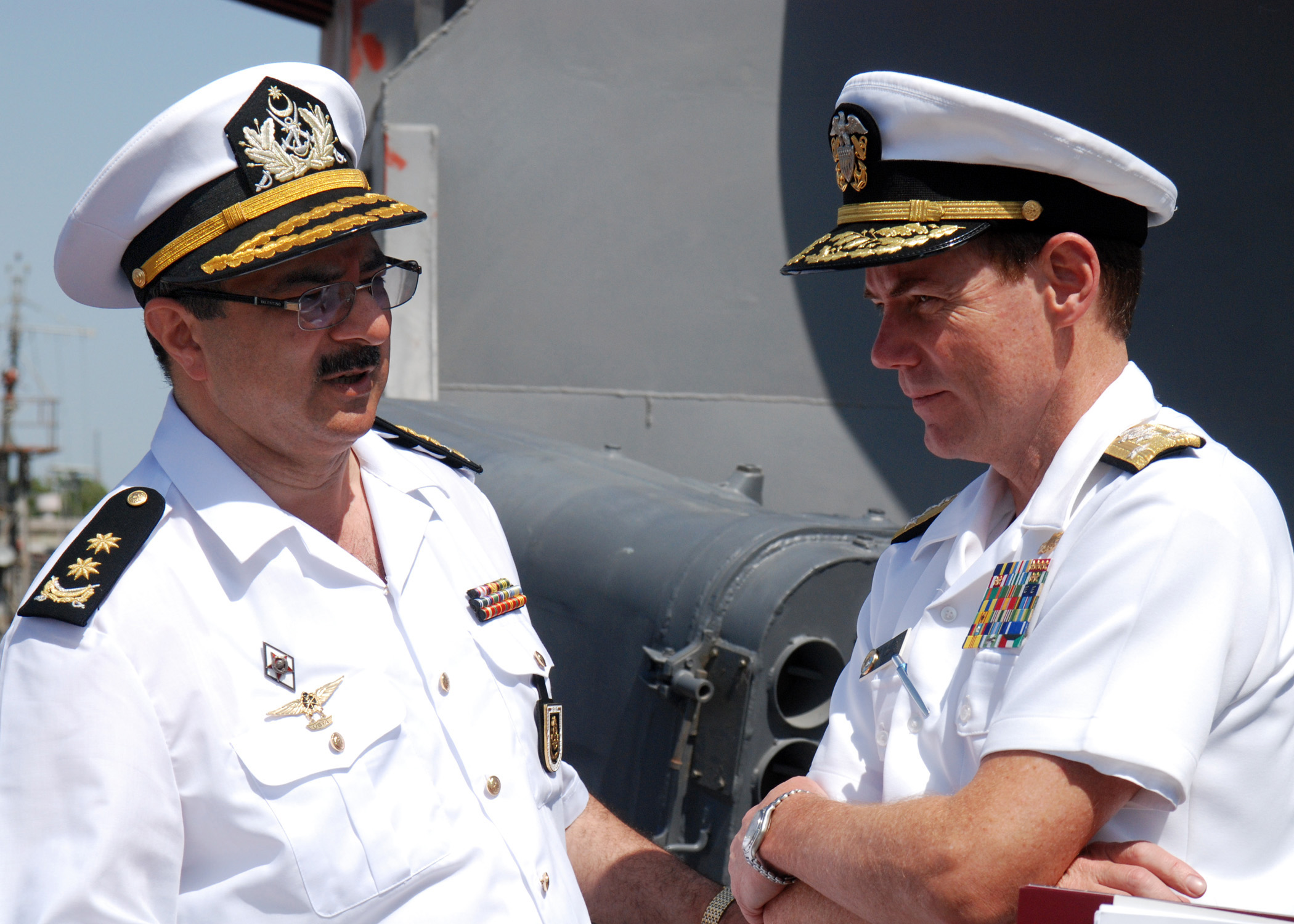
Amiral de l'U.S. Navy rencontrant un amiral de la marine azerbaïdjanaise.

En 2006, le gouvernement américain a fait don de trois bateaux à moteur à la marine azerbaïdjanaise. Il existe également un accord pour fournir un soutien américain à la remise à neuf des navires de guerre azerbaïdjanais en mer Caspienne.
Le 19 mai 2006, la marine azerbaïdjanaise et turque a organisé un exercice militaire conjoint sur la sauvegarde de la sécurité des oléoducs et des gazoducs à Bakou. Les exercices visaient à assurer la sécurité de l'oléoduc Bakou-Tbilissi-Ceyhan(BTC), le principal pipeline d'exportation pour acheminer le pétrole caspien vers la Turquie et plus loin sur les marchés mondiaux, ainsi que pour développer la coopération entre les forces militaires des deux pays. Les exercices ont commencé par le déminage des fonds marins. Cela a été suivi en rendant inoffensifs les pièges plantés dans la région par des terroristes locaux. La formation s'est terminée par la pratique des opérations maritimes et aériennes.
En 2007, un accord entre la marine azerbaïdjanaise et une société militaire américaine a été conclu, selon lequel une partie de la marine azerbaïdjanaise serait équipée de dispositifs/systèmes avancés de tir au laser. Des spécialistes des entreprises américaines devaient également dispenser une formation à l'utilisation de ce nouvel équipement.

## Initiative de la Caspian Guard
La Caspian Guard Initiative est un programme-cadre conçu pour coordonner les activités en Azerbaïdjan et au Kazakhstan avec celles de l'United States Central Command et d'autres agences du gouvernement américain pour renforcer la sécurité de la mer Caspienne. L'initiative aide les deux pays à améliorer leur capacité à prévenir et, si nécessaire, à répondre au terrorisme, à la prolifération nucléaire, au trafic de drogue et d'êtres humains et à d'autres menaces transnationales dans la région de la Caspienne. L'EUCOM est responsable des opérations en Azerbaïdjan.